# 黎明夏日傾情演唱會
黎明夏日傾情演唱會（英語：SAAB Leon Live 1993）是香港歌手黎明的個人演唱會，由華星娛樂有限公司、耀榮娛樂有限公司聯合主辦，百事活娛樂事業有限公司製作，紳寶汽車冠名贊助，於1993年8月8日至25日在香港體育館舉行，共演出20場，評論指此演唱會在當時打破了9項香港紀錄。

## 背景
1992年10月7日至14日，黎明在香港體育館（紅磡體育館）舉行一連10場的《黎明一夜傾情演唱會》，當時的主辦單位負責人張耀榮認為黎明的演出表現良好，且認為只演10場是太少，他與黎明商議後，決定於1993年8月在同一地點舉辦第二階段的演唱會，讓早前買不到門票的觀眾再次有機會觀賞黎明的演出。1993年，香港發生首宗因看演唱會而死亡的事件，一名觀眾在《Satchi劉德華93演唱會》舉行期間意外摔傷致死，喚起了大眾對演唱會安全問題的關注，紅磡體育館自此立下條例，禁止台上的表演者走到觀眾席中，而觀眾亦不可走到台前，防止發生混亂。

## 製作沿革
主辦單位於1993年6月24日在香港演藝學院舉行記者招待會，由司儀陳海琪介紹演唱會的舉辦詳情。此演唱會的製作費約港幣一千二百萬元，較預算的800萬元超支近50%，當中包括舞台製作費和燈光設備費合共約八百萬元、煙花和爆炸火彈約八十萬元、服裝費約一百萬元，整個演唱會的製作以安全為首要原則。

### 製作團隊
《黎明夏日傾情演唱會》由倫永亮擔任音樂總監，陳志球擔任編導，林青峰負責編排舞蹈，台前幕後工作人員總數超過四百人，包括由八十多人組成的燈光音響團隊，負責於演唱會期間同時間操作燈光及音響設備，以及三百多名負責搭建舞台的木工、電工、工程師，主辦單位聘用來自美國的爆炸師、燈光師，以及來自日本的音樂工程師，負責製造舞台特效。服裝設計師陳華國負責為黎明設計演出時穿著的服裝，由5名裁縫師協助製作。

### 舞台及燈光設計

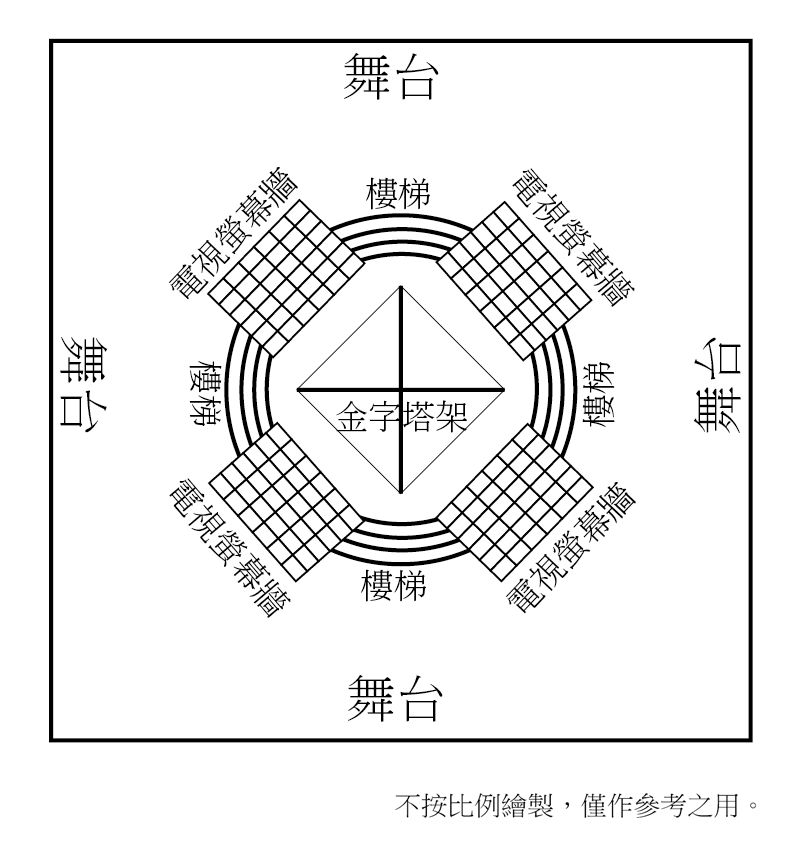
《黎明夏日傾情演唱會》的舞台設計參考圖

此演唱會以四面台設計，舞台採用立體幾何圖形為設計主幹，舞台中心設置一個象徵高科技時代的透明式金字塔形支架，於適當時候升出布幕，畫面作四面投射，讓四面觀眾能夠同時看見黎明演出，而為了照顧坐於較高位置的觀眾，舞台四面分別設置可隨意升降的螢幕牆，螢幕牆由36個電視畫面組成，摺疊後可以完全收藏於舞台下，舞台底部以100噸鋼鐵承托，設有7個升降台，並採用全新購置的燈光及音響設備配合演出。燈光方面以金字塔頂為中央點，2支大型探射燈分別設置於舞台對角，其他燈光設備包括4支鐳射激光、3支可移動及安裝在金字塔四面鋼柱上的電腦燈、能夠投射出幾何圖案的射鏡，並設置100支能夠進行多元化色彩配搭的電腦燈，音響輸出功率約八萬瓦特，使用的電線總長度約五萬碼，各種設施合共需要約七十萬伏特的電力供應，超出了紅磡體育館的電力負荷，因此須租用一輛發電車作輔助發電。

### 場次及票價
此演唱會原定舉行15場，其後宣佈加演5場，合共演出20場，20場演唱會由1993年8月8日至24日晚上8時舉行，當中包括8月15日、21日及22日加開日場，日場的開場時間為下午2時30分，門票售價分別為港幣300元、180元及100元，而加開的5場演唱會除原有的三種價格門票外，亦加設少量50元的優惠門票，以照顧經濟能力負擔不來的觀眾。1993年8月20日，香港受到颱風泰莎影響，皇家香港天文台於當天發出八號烈風或暴風信號，當晚的演唱會因此而取消，其後於8月25日補辦1場演唱會給持有8月20日門票的觀眾。
| 場次       | 舉行日期（星期）    | 開場時間    | 備註             |
| ---------- | ------------------- | ----------- | ---------------- |
| 1          | 1993年8月8日（日）  | 晚上8時     |                  |
| 2          | 1993年8月9日（一）  | 晚上8時     |                  |
| 3          | 1993年8月10日（二） | 晚上8時     |                  |
| 4          | 1993年8月11日（三） | 晚上8時     |                  |
| 5          | 1993年8月12日（四） | 晚上8時     |                  |
| 6          | 1993年8月13日（五） | 晚上8時     |                  |
| 7          | 1993年8月14日（六） | 晚上8時     |                  |
| 8（加場）  | 1993年8月15日（日） | 下午2時30分 | 設有50元優惠門票 |
| 9          | 1993年8月15日（日） | 晚上8時     |                  |
| 10         | 1993年8月16日（一） | 晚上8時     |                  |
| 11         | 1993年8月17日（二） | 晚上8時     |                  |
| 12         | 1993年8月18日（三） | 晚上8時     |                  |
| 13         | 1993年8月19日（四） | 晚上8時     |                  |
| 14         | 1993年8月20日（五） | 晚上8時     | 受颱風影響而取消 |
| 15（加場） | 1993年8月21日（六） | 下午2時30分 | 設有50元優惠門票 |
| 16         | 1993年8月21日（六） | 晚上8時     |                  |
| 17（加場） | 1993年8月22日（日） | 下午2時30分 | 設有50元優惠門票 |
| 18         | 1993年8月22日（日） | 晚上8時     | 國際歌迷日       |
| 19（加場） | 1993年8月23日（一） | 晚上8時     | 設有50元優惠門票 |
| 20（加場） | 1993年8月24日（二） | 晚上8時     | 設有50元優惠門票 |
| 補場       | 1993年8月25日（三） | 晚上8時     |                  |

### 演出編排
黎明在演唱會籌備階段每天游泳練氣、排練舞蹈及練習唱歌，並親自參與製作團隊的會議，在製作構思方面提供意見。演唱會的歌曲編排由製作團隊共同構思，黎明除了與負責現場伴奏的樂隊一起練歌開聲，也會與音樂總監、經理人商量及檢討，每場的歌曲編排均會作出少許改動，給予觀眾新鮮感，並向演唱會編導提供意見，運用燈光、激光等視覺效果配合歌曲的演繹，主辦機構原本預備了3萬個乒乓球作紀念品送給現場觀眾，而紅磡體育館方面卻鑑於1993年初舉行的《Satchi劉德華93演唱會》，在派發禮物時發生意外導致觀眾死亡，為了觀眾安全起見，場館拒絕了主辦單位派禮物的申請，並向主辦單位要求比上次增派百分之三十的護衛員，亦希望黎明除了可在台上與觀眾握手，如無必要，不要下台與觀眾握手，以免造成混亂。黎明演出時的服裝造型以斯文整齊或瀟灑不羈為主，包括西裝、西褲、皮衣、皮褲、背部呈T字型的紅色露背背心，以及重量達25磅的鑽石外套等，合共7套服裝。以下是演唱會的歌曲編排：
1. 序幕歌曲：美麗的開始
2. Ya Ya Ya
3. 一夜傾情
4. 如果這是情
5. 我愛Ichi Ban
6. 我來自北京
7. 願你今夜別離去
8. 真的愛情定可到未來
9. 無名份的浪漫
10. 歡笑末世紀
11. 夏日燒着了
12. 夢中相擁
13. 對不起，我愛妳
14. 遇到你真好
15. 但願不只是朋友
16. 相逢在雨中
17. 今夜妳會不會來
18. 戀愛日記
19. 我的情人
20. 我的另一半
21. 我的感覺
22. 不羈的感情
23. 演唱會主題曲：夏日傾情
24. 結尾歌曲：我愛Ichi Ban、傻痴痴、I Love You OK！、我的親愛

## 反響
《黎明夏日傾情演唱會》門票在1993年6月開始發售，曾於一天內售出二萬多張門票，截至1993年7月中，高價門票全部售罄，而中價門票亦已售出超過一半。有流動商販於演唱會舉行期間，在場外售賣黎明在演唱會演出時的照片、寫真、T恤等商品。主辦單位與香港商業電台在1993年8月22日的日場合作舉辦「國際歌迷日」，現場觀眾來自17個國家地區，此外，主辦單位送出數百張該場次的門票讓保良局的孤兒觀看演唱會，而自演唱會舉行以來，有不少歌手及藝人捧場。部份觀眾於演唱會開場前在場館外守候黎明的座駕，並帶同鮮花、禮物、螢光棒及支持標語進場，觀眾在黎明演唱期間以歡呼聲、哨子聲、掌聲及大聲呼喚黎明的名字，以表示支持，在尾場演唱中，黎明在演唱至歌曲〈夏日傾情〉時，坐在台上要求觀眾唱此歌曲給他聽，觀眾反應熱烈並一起合唱歌曲，不少觀眾在唱歌時感動流淚，黎明也受到現在氣氛感染而流淚，演唱會結束後，仍有數百名支持者在黎明舉行慶功宴的場地附近聚集，及後需要交通警及警方在現場維持秩序，直到凌晨2時觀眾仍然不肯離開。電視廣播有限公司將演唱會的錄影片段剪輯後，於1994年4月10日晚上在翡翠台頻道播出，時長約一個多小時。

## 相關事件

### 假門票
主辦單位接獲觀眾投訴指買到一些相同日期座位的門票，一共有十多張，亦有觀眾被騙以2千元購買第1行座位的門票，在交收時卻被換上第20行座位的門票，黎明表示假門票是由鐳射影印機複印而成，並將事件交由警方處理，而在台灣亦有人售賣假門票，並訛稱是寶麗金唱片公司為歌迷購買，有歌迷不以為意上當。警方於1993年8月7日拘捕3名涉案男子，並於8月8日派出警員在紅磡體育館的閘口駐守，逐一檢查入場觀眾的門票，共發現238張假門票。購得假門票的觀眾表示，他們有的是託朋友買票；有的是在售票處排隊購票時，有人手持門票向他們兜售，因貪方便而上當，有觀眾因持有假門票被拒入場而表現激動，張耀榮曾有意安排一些空置座位給持有假門票的觀眾入座，但遭到紅磡體育館拒絕，以免助長不法之徒售賣假門票。市政總署表示，假門票均為黃閘71段12行85號至88號座位，經調查後發現有人以空頭支票訂購門票，並以鐳射打印方式複製出仿真度高的假門票，並表示將會研究制定多個方案，包括與城市售票網的印刷承辦商合作，採用高質素紙張印刷門票並加上防偽特徵，以及訓練員工辨認門票的真偽，並呼籲公眾透過官方途徑購買門票。

### 虛報炸彈
1993年8月10日晚上7時45分，一名匿名人士致電警方報案，指稱紅磡體育館內藏有炸彈，警方接獲報案後封鎖現場，觀眾不得入場，而已入場的觀眾則被安排逗留在座椅上，衝鋒隊其後入場館搜查，經個多小時地毯式搜索後並無發現，其後解封現場，演唱會因此延後1小時至晚上9時才開始。警方事後追查匿名報案電話來源，發現該電話在筲箕灣的一個公眾電話亭內打出，相信事件屬惡作劇。

### 造謠生事
此演唱會舉行期間，有人在場館外及火車站附近的天橋、隧道張貼大字報惡意中傷黎明，事件交由警方處理，此外，有數名青年在紅磡體育館門前大聲叫嚷，說黎明演唱會「不好看」，其後被保安人員趕走。

## 評論摘要

### 傳媒
外界視《黎明夏日傾情演唱會》為《黎明一夜傾情演唱會》的延續，報導指這個演唱會打破了9項香港紀錄，包括：（一）建台所用的鋼鐵重逾一百噸；（二）所用的電線總長度達五萬碼；（三）各種設施需要七十萬瓦特；（四）音響效果達八萬瓦；（五）使用了八枝雷射槍；（六）首次將探射燈應用於演唱會上；（七）電腦燈系統的龐大程度，在東南亞地區屬首次；（八）台前幕後工作人員總數打破了以往紀錄；（九）創下香港歌手有史以來在最短時間於紅磡體育館連開兩次個人演唱會的紀錄（合共30場）。評論認為演唱會的舞台設計新穎，黎明花了不少心思讓大眾看到他的進步和努力，他除了歌藝有進步外，亦能演繹出有水準的舞步，且在演唱時配合了多種視聽效果，效果大致良好，但在使用爆炸性燃料製造效果時聲音太大，導致部份觀眾被聲音嚇一跳。評論指黎明在舉行此演唱會之前，只是推出了7張粵語唱片，便有足夠的歌曲舉行演唱會，反映出黎明的每張唱片均有多首受歡迎的歌曲，演唱會使到黎明在香港樂壇的地位更為穩固。

### 現場觀眾
有觀眾認為比較上一次演唱會，黎明這次開始有一個歌手的星味，而且有壓台風範，例如在演唱歌曲〈我的另一半〉時，向現在觀眾說話令觀眾很開心，但黎明在整場演唱會中有4次不在舞台上，空台時間較長，觀眾認為黎明此舉是希望觀眾看多些他的製作，但觀眾則寧願多些與黎明接觸。以觀眾身份到場觀看演唱會的張國榮認為黎明表現出色，並表示歌迷對黎明很好，不時發出熱烈反應，認為黎明對歌迷算是有個好交代。紅磡體育館的護衛人員認為這是該年度最熱鬧的演唱會，並表示黎明的歌迷很瘋狂，所送的花和禮物堆在後台拿不完。

### 音樂總監
音樂總監倫永亮表示，相對於上次舉行的《黎明一夜傾情演唱會》，此演唱會用作燃起氣氛的快歌增加了六七首，在製作、編排、編曲方面也複雜了一點，他認為此演唱會的舞台設計很漂亮，鋼架結構和螢幕牆的運用都具有國際水準，螢幕牆、煙花等效果除了讓觀眾在視覺上得到滿足，也能夠與音樂互相配合，襯托出氣氛，並以「瘋狂」來形容現場觀眾的反應，他認為觀眾給予演唱會一個應有的氣氛，而黎明的演出和上一次演唱會相比更顯得駕輕就熟，演出流程控制得宜，整場演唱會沒有悶場，做到乾淨俐落、一氣呵成。

### 編導
演唱會編導陳志球認為與上一次演唱會相比，黎明控制氣氛的能力更強，懂得掌握觀眾的情緒，帶領觀眾，與觀眾玩遊戲時表現揮灑自如，他認為演唱會在製作方面得到大量資金支持，能夠使用電腦燈、煙花、激光等效果，為觀眾帶來新鮮刺激，同時對於機電工程署限制激光的使用感到遺憾，為了避免激光射到觀眾而影響了一些效果。

### 經理人
黎明當時的經理人李進認為此演唱會在製作設計方面，大部份效都能夠在預期中出現，除了在第1場未能妥善掌握時間控制，其後的場次越做越好，他表示製作團隊在每晚演出後都會檢討，在演出流程方面作出一些小改動，例如在演唱歌單上更換一二首歌曲，一方面為續觀看多場的觀眾帶來新鮮感，另一方面可避免黎明在演出時因過於重複而變得機械化。李進認為當時26歲的黎明在相隔不足10個月內，舉行了30場個人演唱會，每場入座率達九成以上，是不錯的成績，同時認為黎明在演唱、控制氣氛、與演出團隊合作等各方面有明顯的進步，能夠做到聲、色、藝互相配合。

### 歌手
黎明認為觀眾每天在電視上看到他，在演唱會看現場演出時會希望有所不同，因此計劃運用難度較高的視覺效果配合演出，他在尾場演唱會被現場觀眾的情緒所感染，因產生共鳴而流淚，並表示這情景會永遠在他的腦海中，他會珍惜自己所做的一切，不會忘懷，且認為觀眾已趨成熟，故20場演唱會可以平安完成，沒有任何意外發生，對他是很大的鼓勵，而觀眾報以「加油」、「努力」等歡呼聲令他感受到觀眾對他的支持，亦沒有令製作人失望，如果沒有觀眾，便不能舉行演唱會，因此他認為這份功勞的70%來自觀眾支持，30%來自個人努力，對於自己的歌唱表現，黎明給自己80至90分，他認為自己由低音至高音的音域都發揮出應有的水準。對於有人售賣假門票、虛報場館有炸彈、在場館外謾罵叫囂，黎明表示不排除有人因為不喜歡他而作出種種惡意行為，他認為藝人很難叫全世界每一個人都喜歡和認同他，也不能控制他人的所作所為，只要不騷擾到其他觀眾的安全和觀看演唱會的心情，他便心滿意足。